# District de Jinzhou
Pour les articles homonymes, voir Jinzhou.
Le district de Jinzhou (金州区 ; pinyin : Jīnzhōu Qū) est une subdivision administrative de la province du Liaoning en Chine. Il est placé sous la juridiction de la ville sous-provinciale de Dalian.